# Classe San Giorgio (incrociatore)
Gli incrociatori corazzati Classe San Giorgio della Regia Marina erano le ultime e più perfezionate unità della categoria, con buona autonomia e ottima tenuta al mare. Portavano i nomi dei santi patroni delle città di Genova e Venezia e quindi, assieme ai precedenti Pisa ed Amalfi, completavano il ricordo delle quattro Repubbliche marinare.

## Descrizione
Erano ben armate con pezzi inglesi da 254/45 Mod. 1907 e 190/45 Mod. 1908, veloci e ben protette, almeno in termini di spessori massimi. Dal momento che il dislocamento era assai modesto è verosimile che vi fossero limiti in termini di estensione della protezione, come si evince dai numerosi oblò delle fiancate.
Le due unità della classe differivano tra loro per l'apparato motore. Entrambi gli incrociatori avevano 14 caldaie in tre gruppi di quattro, che sfogavano nei primi tre fumaioli ed uno di due che sfogava nell'ultimo fumaiolo poppiero. Le caldaie usavano il carbone come combustibile. Il San Giorgio aveva un impianto tradizionale con due motrici alternative a tripla espansione e due assi, per una potenza complessiva di 18.200 hp ed una velocità massima di 23 nodi. Il San Marco fu la prima nave militare ad essere dotata di turbine a vapore, con 4 turbine Parsons costruite su licenza dall'Ansaldo. Tale apparato motore forniva al San Marco una potenza complessiva di 23.000 hp su quattro assi e permetteva all'unità di raggiungere una velocità massima di 24 nodi ed un'autonomia di 1000 miglia a 21 nodi e 3.100 miglia a 12 nodi.
Costruite negli anni precedenti la prima guerra mondiale, le due navi parteciparono alla guerra di Libia e sopravvissero fino alla seconda guerra mondiale.
Il San Giorgio, dopo essere stato estesamente modificato per servire come incrociatore scuola nel 1937-1938, venne usato come piattaforma contraerea galleggiate nella difesa di Tobruk. Abbatté o danneggiò gravemente ben 47 velivoli nemici e, quasi sicuramente, l'aereo di Italo Balbo; quando Tobruk cadde si autoaffondò in porto.
Il San Marco venne trasformato in bersaglio radiocomandato nel 1931-1935. In seguito alle vicende armistiziali venne catturato dai tedeschi e fu infine autoaffondato alla Spezia.

## Galleria d'immagini

Profilo e pianta originario del San Giorgio
Profilo del San Giorgio dopo le modifiche